# باشگاه ورزشی استرلا
باشگاه ورزشی استرلا یک باشگاه فوتبال آروبایی است که در حال حاضر در دسته اول آروبا بازی می‌کند. آنها در پاپیلون، سانتا کروز مستقر هستند. این تیم یکی از موفق‌ترین تیم‌های فوتبال آروبا است و یکی از دو تیم آروبایی است که قهرمان مسابقات قهرمانی آنتیل هلند شده است.

## افتخارات
- دسته اول آروبا: ۱۲ قهرمانی
- مسابقات قهرمان آنتیل هلند: ۱ قهرمانی